# Мозырские овраги
«Мозырские овраги» — республиканский ландшафтный заказник в Беларуси, расположенный на территории Мозырского района Гомельской области.

## Описание

### История
Заказник «Мозырские овраги» был создан постановлением Совета министров БССР № 60 от 21 февраля 1986 году на площади в 1040 га в Мозырском районе Гомельской области. В 2007 он был преобразован в республиканский ландшафтный заказник, при этом его площадь уменьшили на 21,73 га, исключив овраги, вошедшие в городскую черту центральной и западной части Мозыря.

### Территория
Современная территория заказника ограничена на западе — западной границей города Мозырь, на севере рекой Припять и улицами Советской и Социалистической, на востоке — западной границей Мозырского лесхоза, на юго-западе — деревнями Бобренята и Булавки, на юге — границей Мозырского лесхоза и от Интернациональной улицы до улицы Мира с пересечением по Шоссейной улице.
Территория «Мозырских оврагов» примечательна сильнорасчленённым рельефом, она включает в себя густую сеть оврагов, тальвегов и балок высотой до 220,7 м, формирующих северо-западную часть Мозырской гряды. Формирование рельефа связано с Днепровским оледенением: при движении ледника образовались морены, в лёд вмерзали осколки скал и двигались на юг современной Белоруссии. Края ледника перерезали ручьи и речки от таявшего льда.
Из-за перепадов высот местность уязвима для эрозии, в том числе здесь регистрируется редкая тоннельная эрозия, при которой на глубине в несколько метров формируется цепочка колодцев, соединённых между собой. В 1970-е ради сохранения склонов здесь высаживались деревья ценных пород, в настоящее время до 10 % лесов «Мозырских оврагов».

### Флора и фауна
В заказнике представлены редкие для региона высоковозрастные леса: сосновые (до 120 лет), грабовые (до 80) и бородавчатоберёзовые (до 80), а также дубовы, ясенники, кленовники, ельники, ольшанники. Флору заказника составляют 496 видов сосудистых растений, 14 из них занесены в Красную книгу Республики Беларусь: шалфей луговой, зверобой горный, клопогон европейский (крайне редок в Белоруссии, второй локацией его произрастания в Белоруссии является Беловежская пуща), лапчатка белая, тайник яйцевидный, касатик сибирский и др.
В заказнике водятся лиса, ласка, горностай, куница, косуля, кабан и лось. Орнитофауну составляют представители 19 семейств, преобладают дроздовые и славковые, герпетофауну — прыткая ящерица, живородящая ящерица, уж обыкновенный, болотная черепаха, 7 видов земноводных, в том числе краснокнижный тритон гребенчатый.

## Туризм
Заказник является привлекательным объектом для экотуризма. По «Мозырским оврагам» проходит экотропа протяжённостью 6 км, вдоль которой можно увидеть большое количество редких растений, в том числе 106 — лекарственных. С 2006 года в заказнике работает горнолыжный комплекс.